# سیاوش‌آباد چندار
سیاوش‌آباد چندار روستایی در شهرستان کوهرنگ بخش بازفت در استان چهارمحال و بختیاری در ایران است.